# Dysdera brignolii
Dysdera brignolii är en spindelart som beskrevs av Peter Mikhailovitch Dunin 1989. Dysdera brignolii ingår i släktet Dysdera, och familjen ringögonspindlar.
Artens utbredningsområde är Turkmenistan. Inga underarter finns listade i Catalogue of Life.